# NGC 6921
NGC 6921 é uma galáxia espiral (S0-a) localizada na direcção da constelação de Vulpecula. Possui uma declinação de +25° 43' 26" e uma ascensão recta de 20 horas, 28 minutos e 28,9 segundos.
A galáxia NGC 6921 foi descoberta em 6 de setembro de 1863 por Albert Marth.